# Cacosternum striatum
Cacosternum striatum is een kikkersoort uit de familie van de Pyxicephalidae. De soort werd voor het eerst wetenschappelijk beschreven door Vivian Frederick Maynard FitzSimons in 1947.
De soort komt voor delen van zuidelijk Afrika en leeft in de landen Zuid-Afrika (in het oosten) en Lesotho. De habitat bestaat uit gebieden met grasland, zowel op zeeniveau als op grotere hoogten tot op 1800 meter.